# Polana pod Siką

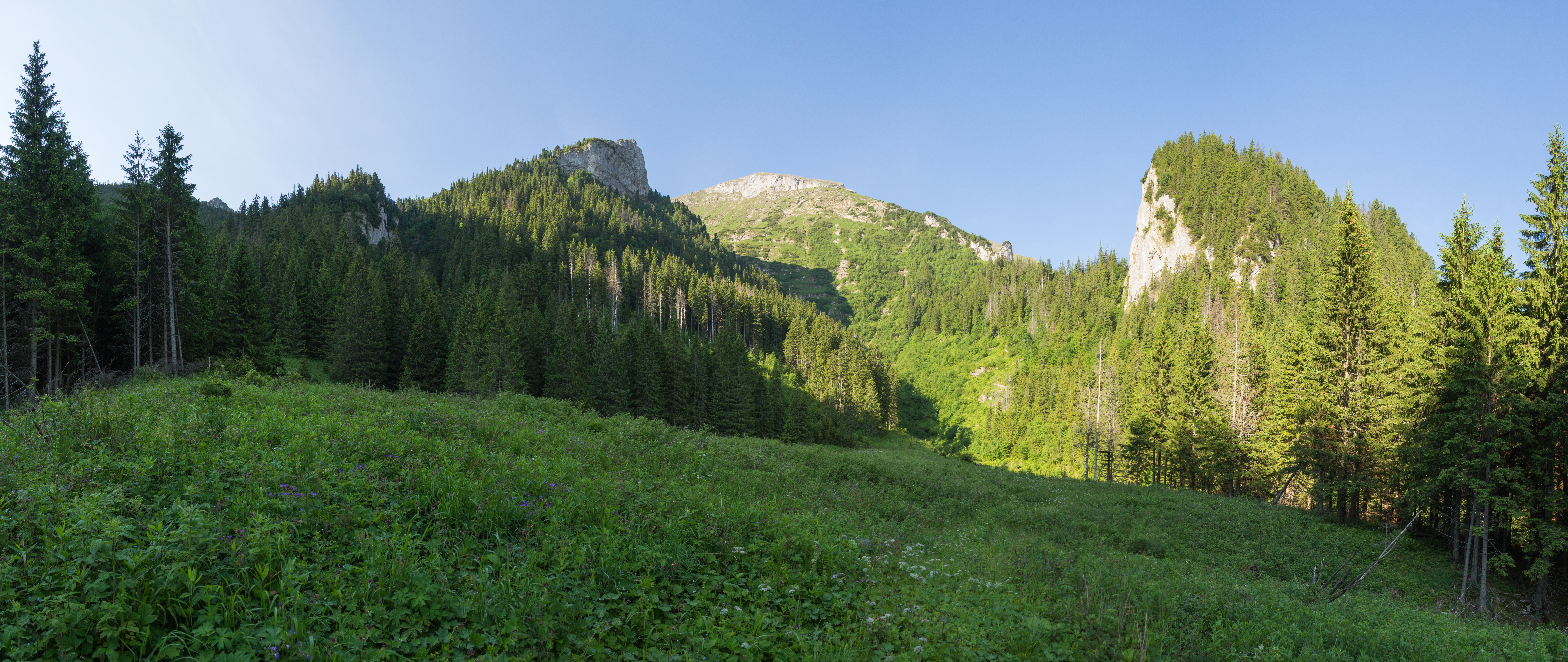
Polana pod Siką, ponad nią Turnia nad Jaworzynką, Ciask, Zadnie Jatki, Szalona Turnia i Łasztowica

Polana pod Siką, czasami także Pod Sikę lub Podsiki (słow. poľana pod Sikou, poľana pod Šikou) – polana reglowa na północnej stronie słowackich Tatr Bielskich. Znajduje się na wysokości 1100–1150 m w górnej części Doliny Kępy na pochyłej równi, w miejscu, w którym dolina ta rozwidla się na trzy górne odnogi. Po południowo-zachodniej stronie polany wznosi się turnia Łasztowica, po północno-zachodniej zalesiona Opalona Turnia. Nazwa polany pochodzi od znajdującego się nieco powyżej niej wodospadu Sika. Spływający z wodospadu bezimienny potok przepływa przez polanę i poniżej niej łączy z potokiem Kępa spływającym dnem doliny (w dolnym biegu zanika pod powierzchnią ziemi). Potok Kępa płynie wzdłuż zachodniego brzegu polany.
Polana należała do miejscowości Biała Spiska, była użytkowana do 1951 i znajdował się na niej szałas. Polanę i szałas użytkowano naprzemiennie z szałasem i Polaną pod Głośną Skałą. Po 1951 r. cały ten rejon stanowi obszar ochrony ścisłej TANAP-u i w Dolinie Kępy nie ma żadnych szlaków turystycznych. Polana zarasta stopniowo lasem.

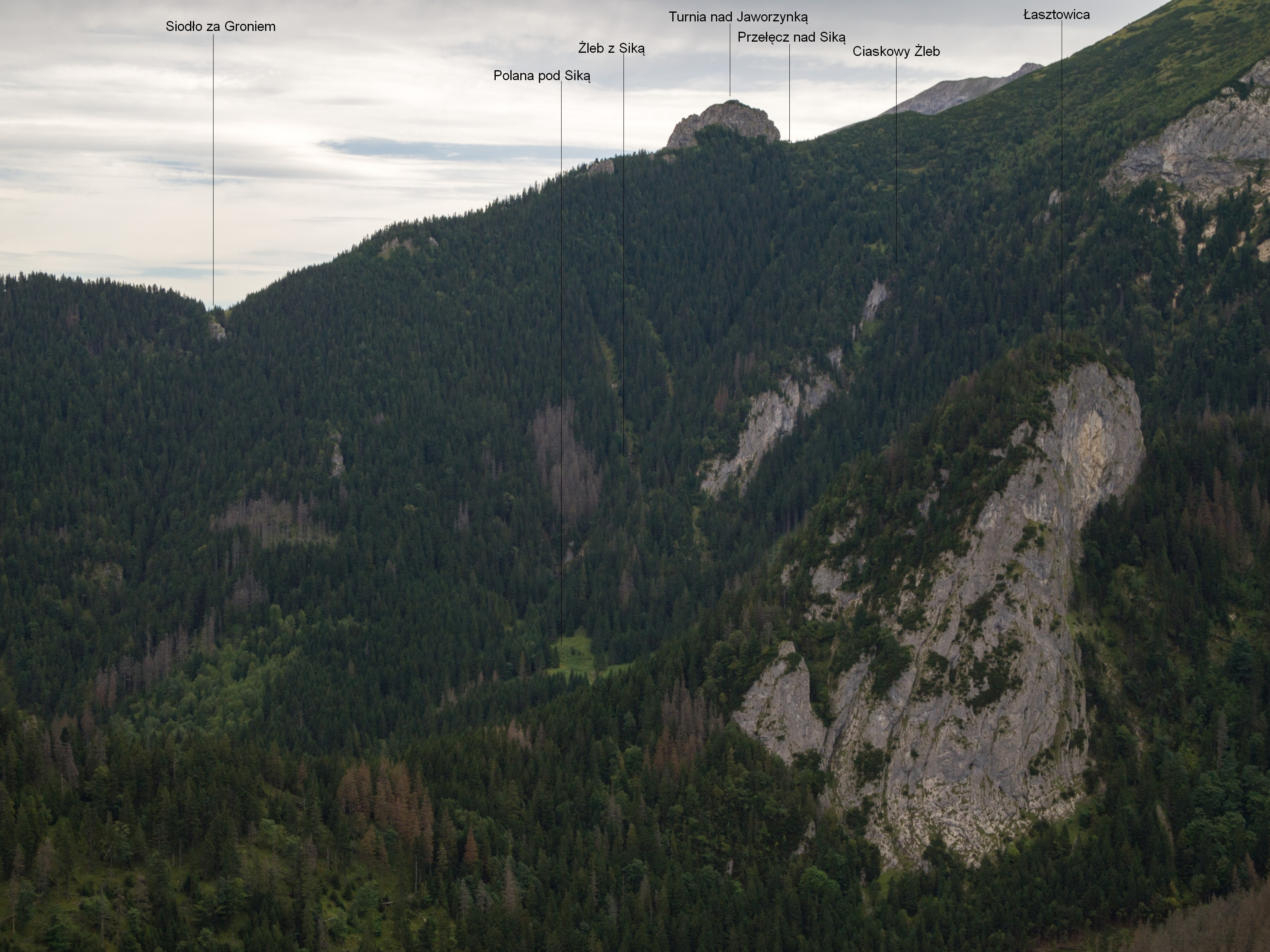
Położenie Polany pod Siką